# Мач Телеграф
„Меридиан мач“ е първият специализиран национален спортен всекидневник.
Той е създаден през 1993 г. и е издание на „Компакт Меридиан“ ЕООД. През 2003 г. собственици на вестника и марката са Бойко Кръстевич, Георги Атанасов, Жаклин Михайлов и Айруц Латифян. От 2008 г. едноличен собственик на дружеството е Нова българска медийна група. Вече 22 години вестникът присъства на медийния пазар и печели уважението на спортната общественост. Излиза от понеделник до неделя на късен график от печат, което позволява в него да бъдат публикувани последните футболни и спортни новини за деня.
Вестникът има висока продаваемост измежду водещите всекидневници в страната (на четвърто място според последни проучвания). Традиционно тиражът му е 25000 бр., а при значими спортни събития като световни футболни първенства и мачове, олимпиади и др. достига до 50000 бр. Според данните за второто полугодие на 2011 г. той покрива 1,4% от редовната и 3,1% от общата читателска аудитория на вестниците в страната.
Аудиторията на вестника е предимно мъжка (около 75%), в много широк възрастов диапазон, докато жените формират близо една четвърт.

## Постоянни рубрики
Изданието има постоянни рубрики на футболна тематика – българска и чуждестранна, „Интервю“, „Анализ“, „Клубове“, „Досие Мач“, „Футболна планета“. Към него има специализирано приложение „Меридиан Спринт“, което го допълва с актуална спортна информация от страната и чужбина, засягайки значими теми, събития, национални и международни състезания в други популярни спортове.
Във всеки съботен брой на вестник „Меридиан Мач“ в приложението „Букмейкър“ Мач“ се публикуват резултатите от спортните състезания през изтеклата седмица. Съботното издание включва още специализирани страници за автомобили „Авто Справочник“, както и приложението „Меридиан Лайф“.